# Welf I
Welf I zwany Bawarskim (ur. ?, zm. 3 września ?) – możny frankijski, założyciel starszej dynastii Welfów. W 819 został hrabią, ożenił się z Jadwigą, córką hrabiego saksońskiego. Jego kariera zaczęła się podwójnym małżeństwem obu córek: wyszły one za mąż za przedstawicieli dynastii Karolingów: Judyta, starsza, wyszła za mąż za cesarza Ludwika Pobożnego, a Hemma, młodsza, została żoną syna cesarza – Ludwika Niemieckiego.
Welf i Jadwiga mieli przynajmniej 4 dzieci:
- Judyta Bawarska (ur. 805, zm. 19 kwietnia 843)
- Rudolf I (ur. ?, zm. 6 stycznia 866) – pochowany w Saint-Riquier; ożenił się z Hruoduną (Roduną) (zm. po 867)
- Konrad I Welf (ur. ?, zm. 21 września po 862)
- Hemma (ur. 808, zm. 13 stycznia 876)